# متروی بوداپست
متروی بوداپست (مجاری: Budapesti metró) سیستم قطار شهری زیرزمینی در شهر بوداپست، مجارستان است. خط یک متروی بوداپست در ۱۸۹۶ راه‌اندازی شد که پس از متروی لندن قدیمی‌ترین متروی اروپا محسوب می‌شود. متروی بوداپست دارای ۴ خط، ۵۲ ایستگاه و ۳۸٫۲ کیلومتر طول است.

نقشه متروی بوداپست

## نگارخانه

خیابان آندراشی (۱۸۹۶)
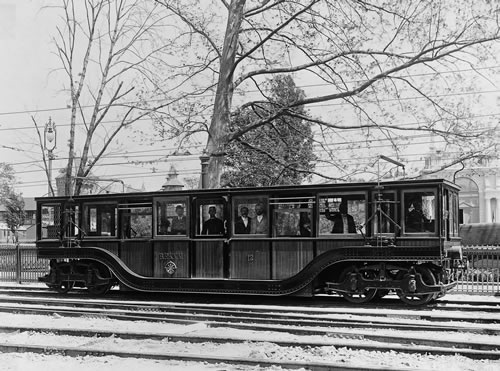
ماشین ریلی اصلی
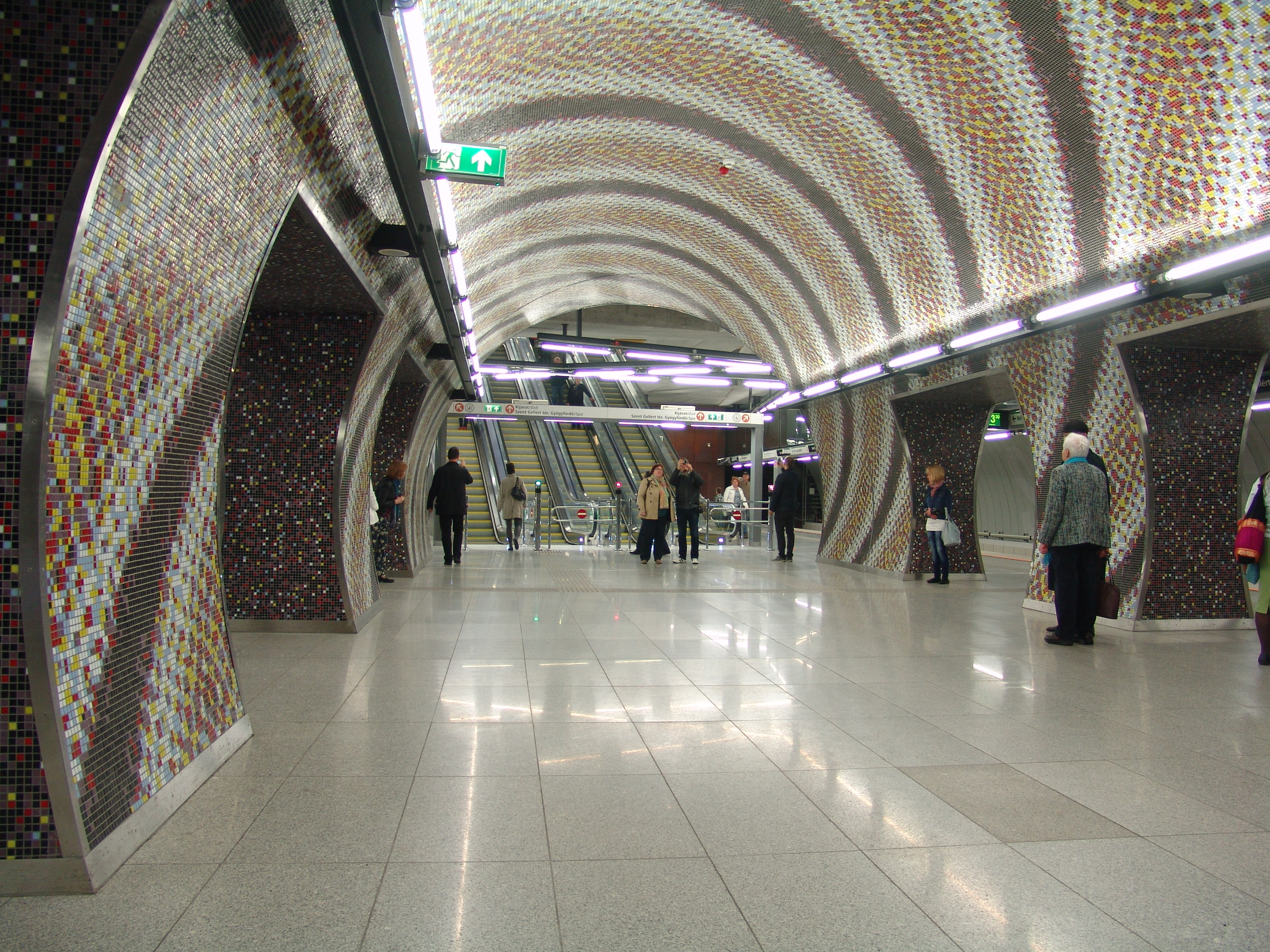
سِنت گلِرِت (خط ۴)
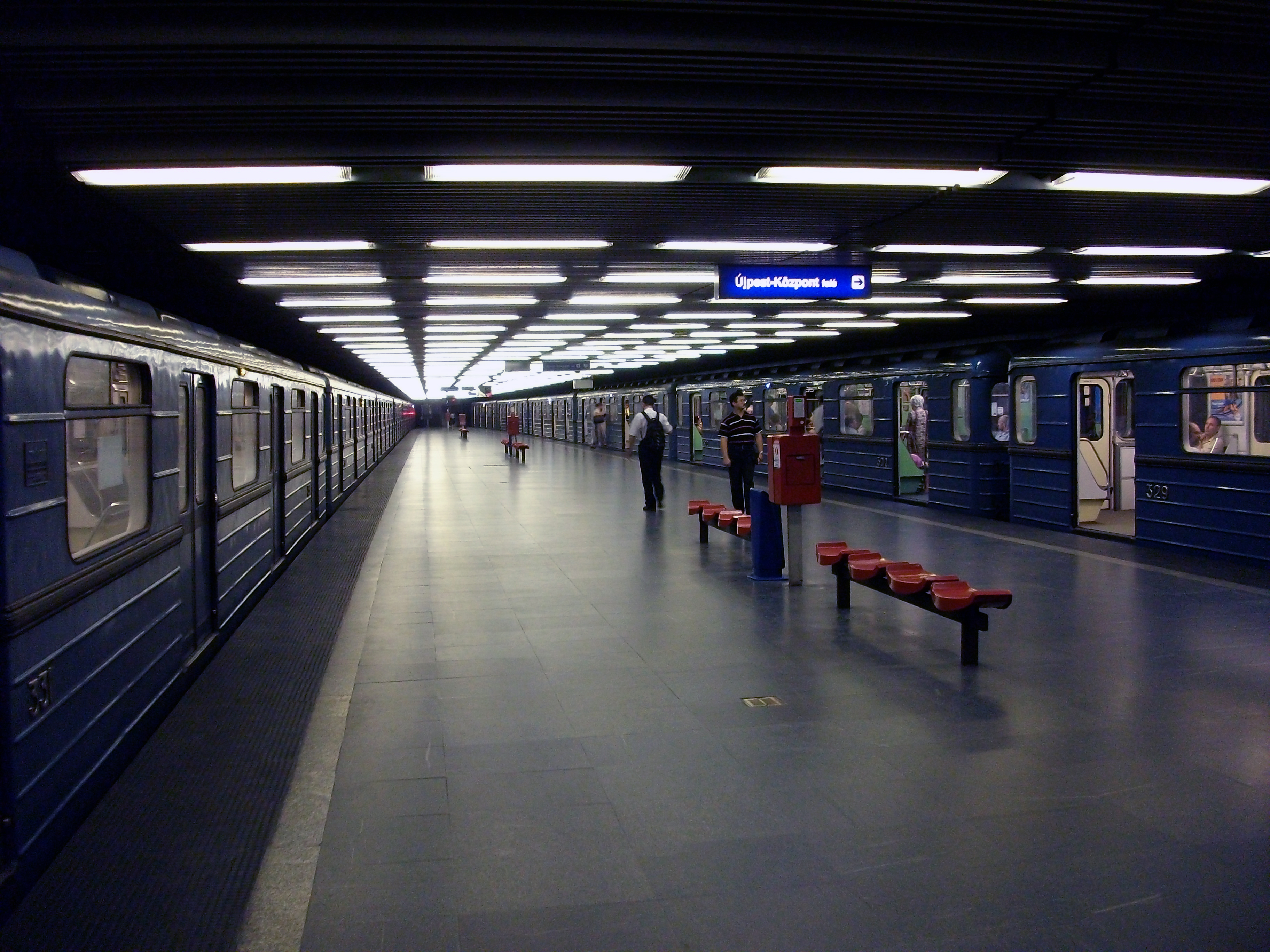
ایستگاهی در خط ۳
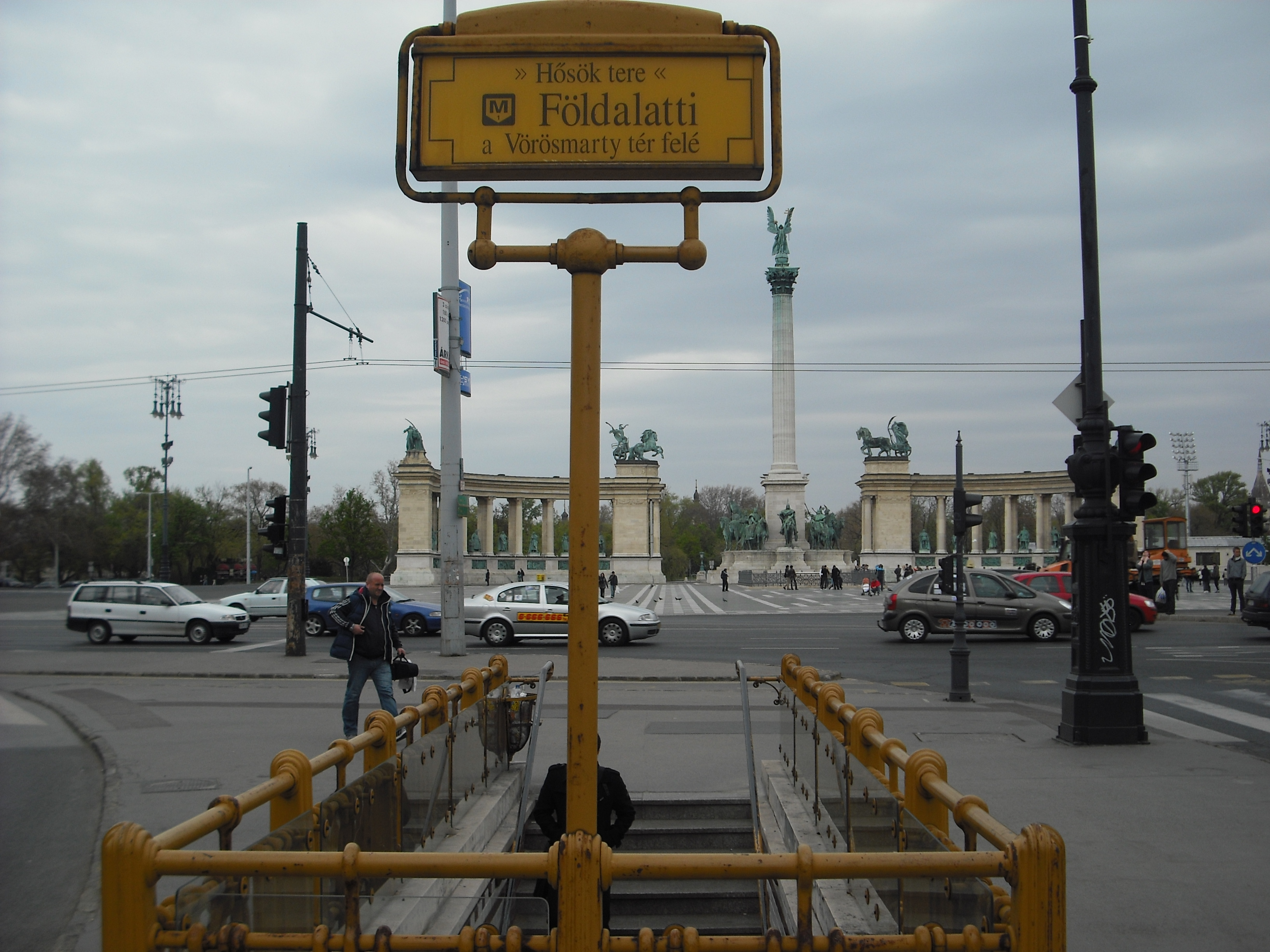
میدان قهرمانان (خط ۱)
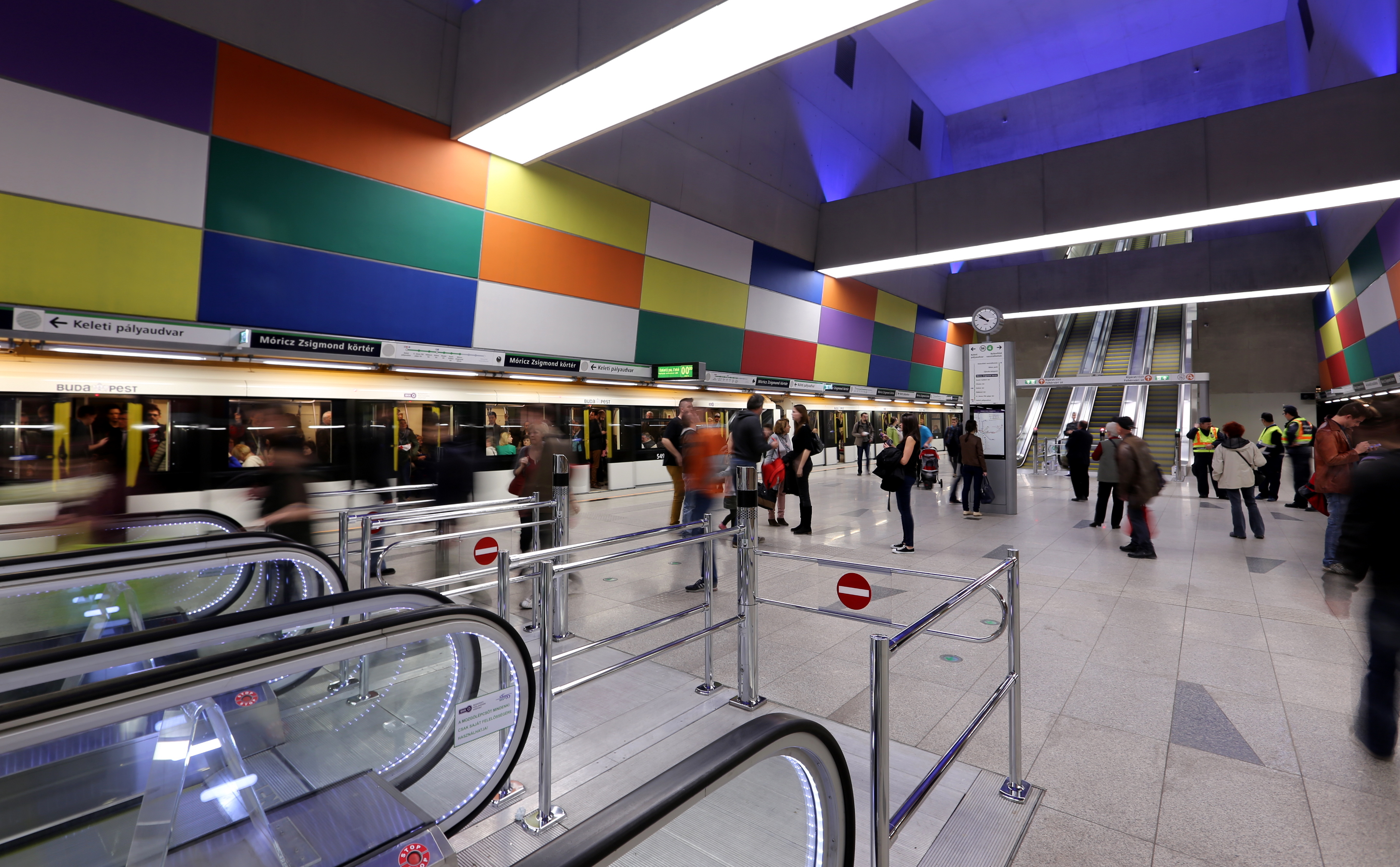
موریتس ژیگموند (خط ۴)
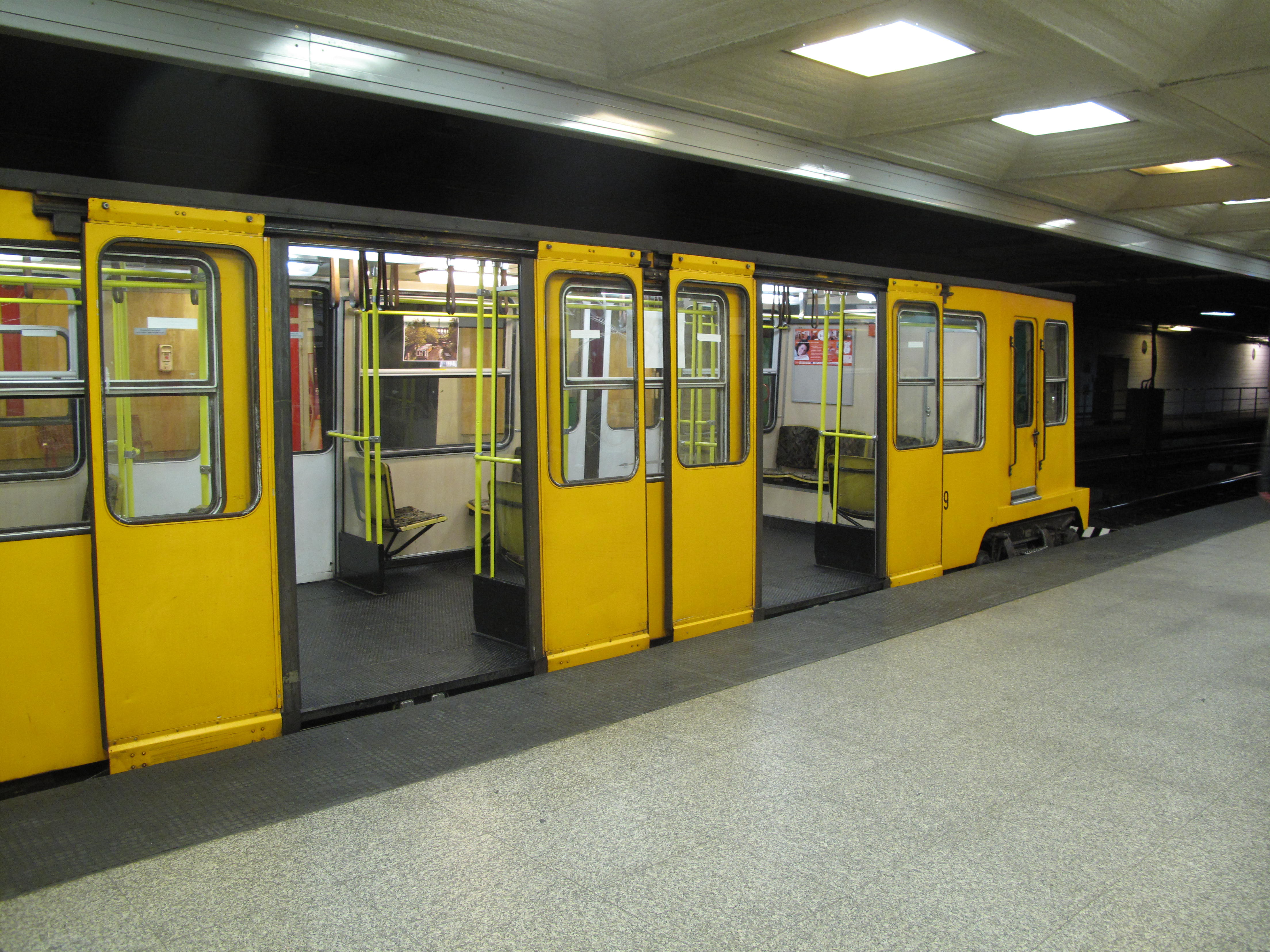
قطار خط ۱
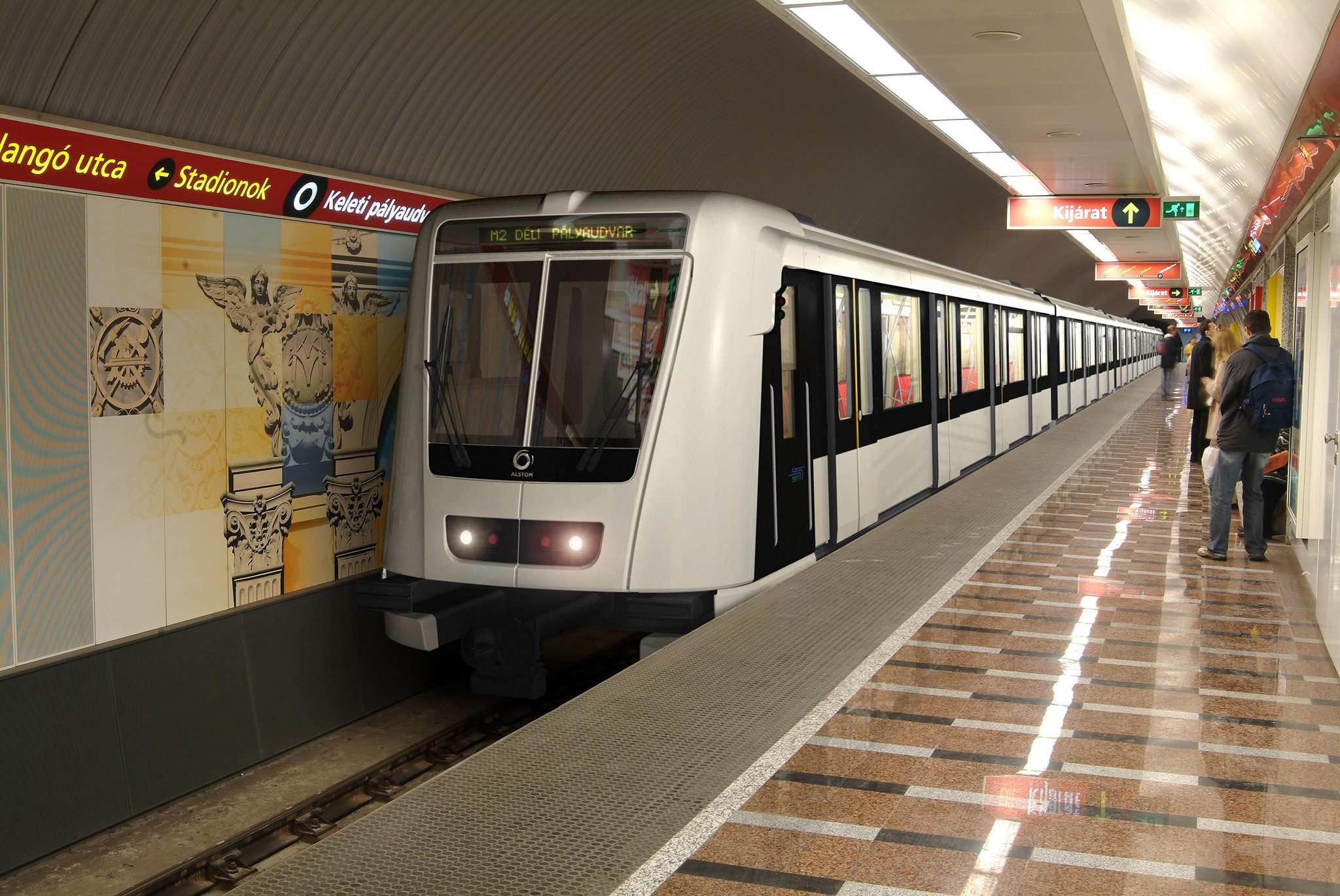
قطار خط  ۲
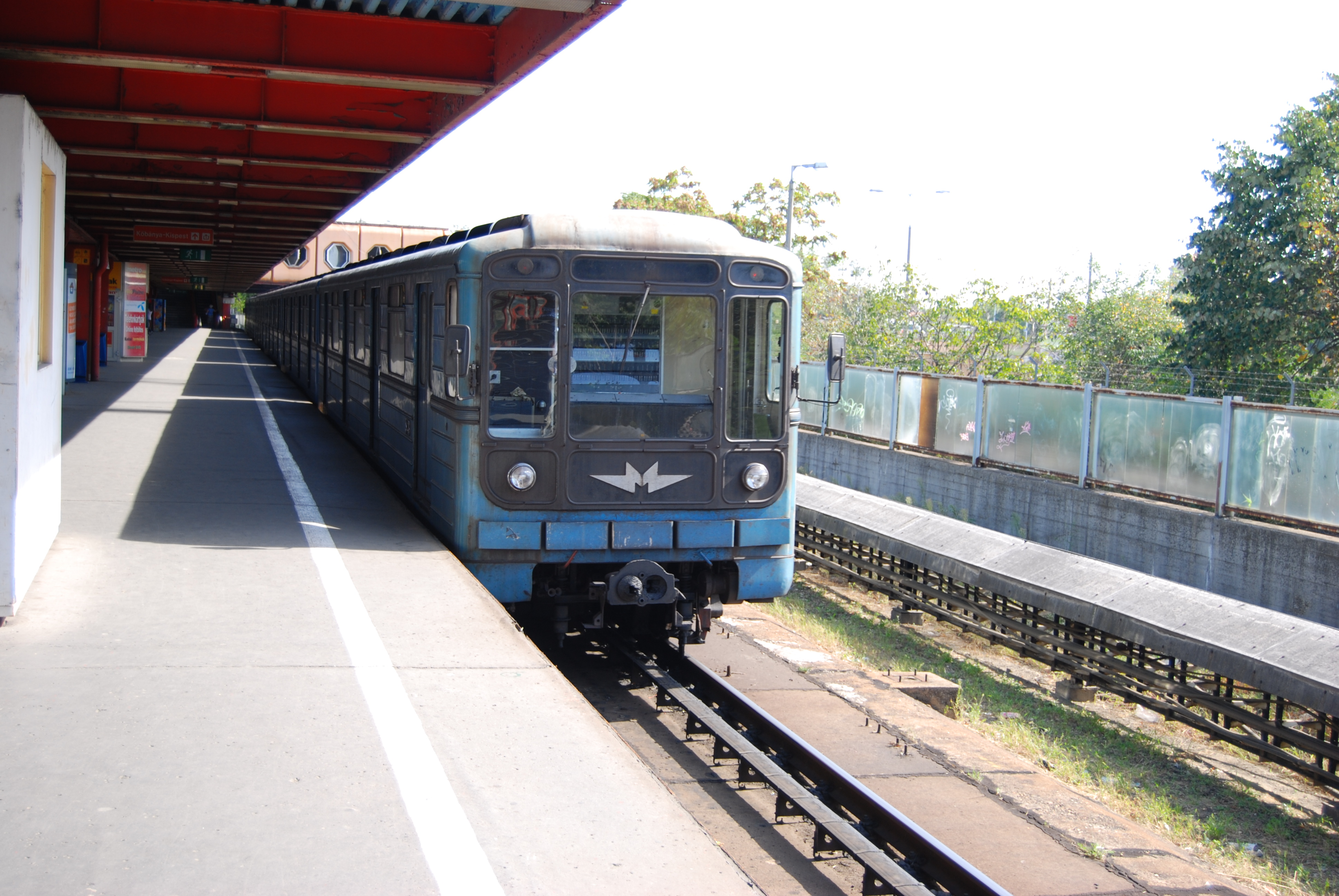
قطار خط  ۳
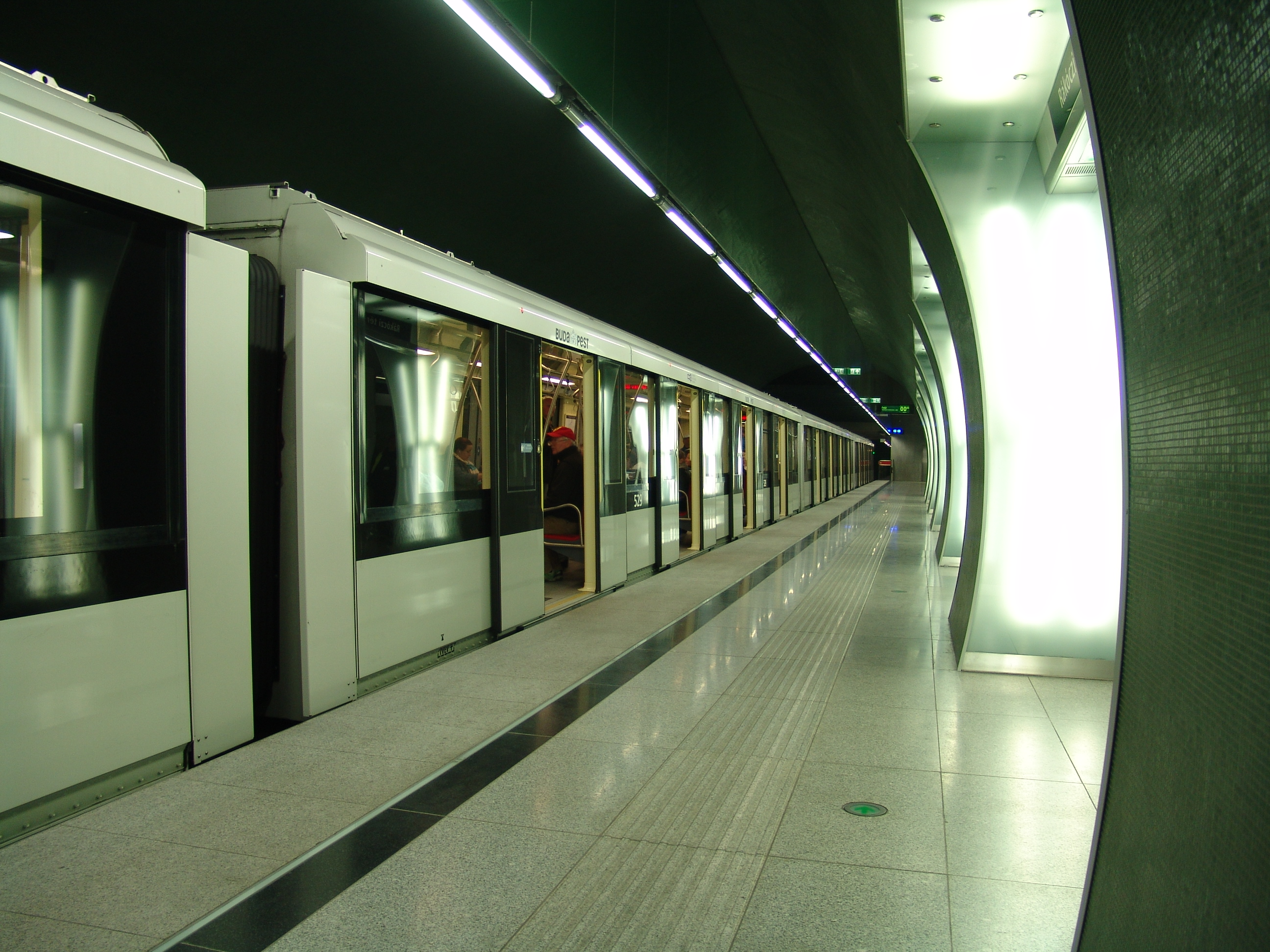
قطار خط ۴